# Peripoli
Peripoli è un antico insediamento sito nella provincia di Reggio Calabria, nell'area compresa fra i comuni di Condofuri, Bova Marina e Bova.

## Posizione
Sull'esatta collocazione del sito ci sono ancora molti dubbi, ma quel che è certo è che essa doveva sorgere sulla fiumara Amendolea. Barrio scrive: 
 il che significherebbe che essa sorgeva in corrispondenza dell'attuale borgata di Amendolea. Lo stesso afferma lo storico Catanea, che a supporto di questa tesi cita una statua raffigurante Venere ritrovata proprio ad Amendolea; ciò farebbe pensare che il luogo fosse abitato già in epoca greca.
Tucidide, importante storico, generale e scrittore ateniese, scrisse:
Il contemporaneo Bertone Misiano afferma:"Alcuni scrittori male interpretano il passo di Tucidide, fanno corrispondere Peripoli ad Amendolea. A quale scopo gli ateniesi sarebbero andati con le loro navi a dodici kilometri dal mare, a distruggere un paese nella gola di un torrente?" Sempre secondo lo stesso storico, Peripoli sarebbe dunque un tempo sorta ad Amigdalà, località che oggi si trova vicino al mare, fra i comuni di Bova Marina e Condofuri.

## Etimologia
Il nome Peripoli deriverebbe dal greco PeryPolionPeripolis, che significa posto di guardia, fortificazione. In effetti, anticamente, Peripoli era una città fortezza.

## Storia
Peripoli fu fondata presso il fiume Alece, che oggi è una fiumara, ma un tempo doveva essere assai più grande ed avere un'elevata portata d'acqua. La cittadella si trovava in una posizione strategica, sul punto di confine delle due repubbliche magnogreche di Reghion e Locri Epizefiri, ma si mantenne uno stato neutro. Era talmente ricca da battere moneta propria e possedere una propria flotta navale. Una moneta recava le scritte Peripolion e Pitanatan, in riferimento al naviglio ad albero di pino; un'altra aveva raffigurati su di essa un toro (antica divinità egizia) e la parola Poseidonia, cioè Nettuno. La città scomparve intorno al V secolo a.C..